# Ocean Rain
Ocean Rain är Echo & the Bunnymens fjärde studioalbum, utgivet 1984. Största singeln från detta album, "The Killing Moon", var med i soundtracket till filmen Donnie Darko.

## Låtlista
1. "Silver" – 3:20
2. "Nocturnal Me" – 4:57
3. "Crystal Days" – 2:24
4. "The Yo-Yo Man" – 3:10
5. "Thorn of Crowns" – 4:55
6. "The Killing Moon" – 5:47
7. "Seven Seas" – 3:20
8. "My Kingdom" – 4:05
9. "Ocean Rain" – 5:24

- År 2003 återutgavs Ocean Rain med följande bonuslåtar:

1. "Angels and Devils" – 4:24
2. "All You Need Is Love" (Lennon/McCartney) – 6:45
3. "The Killing Moon" (session) – 3:27
4. "Stars are Stars" (session) – 3:05
5. "Villiers Terrace" (session) – 6:00
6. "Silver" (session) – 3:25
7. "My Kingdom" (live) – 3:58
8. "Ocean Rain" (live) – 5:18

Förutom där annat anges, är samtliga låtar skrivna av Sergeant/McChulloch/Pattinson/de Freitas.

## Medverkande
- Ian McCulloch - sång
- Will Sergeant - gitarr, sitar på bonuslåtarna 12-16
- Les Pattinson - basgitarr
- Pete de Freitas - trummor
- Adam Peters - orkestral-arrangemang, piano, cello

Extra medverkande på bonuslåtarna 12-16
- Alan Perman - Cembalo
- Luvan Kiem - Klarinett